# Jédédias Jamet ou l'histoire d'une succession
Jédédias Jamet (sous-titré L'Histoire d'une succession) est un roman inachevé de Jules Verne écrit sans doute vers 1847 et composé de trois chapitres et d'un canevas qui résume l'intrigue.

## Résumé de l'intrigue
Le 13 juin 1842, Jédédias Jamet, propriétaire près de Tours, reçoit un faire-part de décès de l'oncle de sa femme, Opime Romuald Tertullien, qui, en son nom propre, lui demande d'assister à ses funérailles en l'église Sainte-Colette la déhanchée. Cette bâtisse se trouverait à Rotterdam. Homme d'une singulière inflexibilité, mais particulièrement borné et qui n'est jamais sorti de chez lui, Jédédias Jamet se décide à partir pour la Hollande. D'après le canevas, il est envoyé dans différents endroits, où personne ne connaît une église de ce nom. Au long de ces détours, il rencontrera d'autres héritiers présomptifs d'Opime. Il finira par se retrouver en Amérique, puis en Abyssinie, avant de retourner en Europe, sans avoir trouvé l'église en question et sans toucher l'héritage auquel il pensait avoir droit. 

## Personnages
- Jédédias Jamet, propriétaire tourangeau[1].
- Perpétue Jamet, née Romuald Tertullien, épouse de Jédédias.
- Francis Jamet, fils de Jédédias Jamet.
- Joséphine Jamet, fille de Jédédias Jamet.
- Une dame âgée, quoique respectable.
- Un jeune pâtre.
- Hector, chien de la vieille dame âgée.
- Opime Romuald Tertullien, oncle de Jédédias Jamet.
- Honoré Rabutin, notaire de Jédédias Jamet.

## Commentaires
Le « Catalogue des manuscrits de Jules Verne » indique 1847 comme l'année probable de rédaction du roman, et cette date paraît plausible, puisque le récit contient des notions juridiques qui semblent découler de ses études de droit. Cependant, Samuel Sadaune note que les différentes phases du canevas ressemblent étrangement au scénario de Martin Chuzzlewit, le roman de Charles Dickens. Mais l'œuvre du romancier anglais, parue en 1844, ne fut traduite en français que vers 1858. Il se pourrait donc, comme le souligne la Rédaction du Bulletin, que Verne ait repris quelques années plus tard son texte pour y ajouter ce canevas. 
Autre point intéressant de ce récit, le personnage de Jédédias Jamet, homme strict et d'une exactitude totale, le premier de ces hommes-horloges qui sont nombreux dans les Voyages extraordinaires et dont le plus célèbre reste Phileas Fogg, semble être une caricature du propre père de l'écrivain, Pierre Verne, assez intransigeant avec sa famille. 
Enfin, le troisième intérêt primordial est le fait que Verne, ayant laissé de côté le développement de ce canevas, s'en inspirera plus largement pour d'autres récits postérieurs. Ainsi, les personnages devenus pions et qui se déplacent au gré du hasard dans Le Testament d'un excentrique, mais surtout Pierre-Servan-Malo Antifer dans Mirifiques aventures de maître Antifer, à la poursuite d'une longitude dont la recherche l'envoie aux quatre coins du monde. Comme le remarquait Daniel Compère, voilà qui prouve la totale cohérence de toute l'œuvre de Jules Verne.

## Éditions
- in San Carlos et autres récits inédits. Le Cherche-Midi éditeur. 1993.